# تاتیانا شروکو
تاتیانا شروکو (روسی: Татьяна Николаевна Сорокко؛ زادهٔ ۲۶ دسامبر ۱۹۷۱) یک مانکن (فرد) اهل ایالات متحده آمریکا است.